# Прохоров, Валерий Иванович (химик)
Валерий Иванович Прохоров (13 марта 1942, Ишим, Тюменская область — 1984, Прага) — советский химик-технолог, генеральный директор Невинномысского химкомбината «Азот».

## Биография
Родился в 1942 году в городе Ишиме Тюменской области в семье офицера Прохорова Ивана Васильевича. Мать Нина Васильевна Прохорова преподаватель средней школы. В школу пошёл в Риге, а окончил школу № 1 в Ставрополе. В 1958 году поступил в Московский химико-технологический институт им. Д. И. Менделеева, который окончил в 1963 году, защитив с отличием дипломный проект «Разработка многоточечного прибора для измерения быстро меняющихся перепадов давления» (24 июня 1963 г.), на кафедре «технология неорганических веществ» (зав. кафедрой Академик Н. М. Жаворонков). По окончании института, согласно справки СНХ Северо-Кавказского экономического района от 18.09.1963 г. «Молодой специалист Прохоров В. И. приступил к работе на Невинномысском химкомбинате 12 августа 1963 г.» (архив РХТУ им. Д. И. Менделеева оп. 14, св. 54, ед. хр. 452). В цехе № 1А комбината работал начальником смены аммиачного производства, затем начальником отделения синтеза аммиака. Продолжил работу начальником отделения конверсии, МЭА очистки и синтеза.
В 1970 году был призван в ряды Советской армии (причины призыва не известны). Демобилизовался в сентябре 1972 года и вернулся на химкомбинат. Начал работу техническим руководителем аммиачного производства, затем возглавил цех № 1В.
В июле 1977 года приказом министра химической промышленности СССР В. В. Листова был назначен главным инженером химкомбината. В 1979 году был назначен генеральным директором НПО «Азот», одного из крупнейших предприятий основной химии СССР.
В 1984 г. приказом министра по производству минеральных удобрений А. П. Петрищева был направлен в загранкомандировку в Чехословакию, как один из лучших специалистов-химиков, для обмена опытом. Но судьба поставила точку в этой блестящей карьере. Подвело здоровье, из командировки он уже не вернулся. Похоронен на Невинномысском кладбище.